# Йордан Николов (учител)
Вижте пояснителната страница за други личности с името Йордан Николов.
Йордан Николов Попиванов с псевдоним Беломорски е български просветен деец от Македония и революционер, деец на Вътрешната македоно-одринска революционна организация в Прилеп.

## Биография
Николов е роден на 31 декември 1972 година в село Варош, днес квартал на град Прилеп, Северна Македония. Завършва в 1891 година с шестия випуск Солунската българска мъжка гимназия. Учителства в Прилеп, Солун, Сяр и на други места. Като учител в Прилеп е секретар на околийския комитет на ВМОРО.
В 1897 година завършва филология и литература в Софийския университет.
От 1901 до 1902 е учител в Солунската българска мъжка гимназия.
В 1905 – 1906 година преподава в Сярското българско педагогическо училище. На следната 1907 година се връща в Солун, където отново преподава в мъжката гимназия и в търговската гимназия до 1910 година. В учебната 1910 - 1911 година е директор на девическата гимназия в Солун.
Делегат е от Охрид на Първия общ събор на Българската матица в Солун от 20 до 22 април 1910 година.
На изборите в 1912 година е избран за депутат в Османския парламент от Солун.